# Erp lútandi
Erp lútandi (« le penché ») fut, selon le Skáldatal,  un scalde norvégien des rois de Suède Eystein beli et Björn at Haugi. Il était le beau-père de Bragi Boddason.
Son œuvre n'a pas été conservée. 
Le Skáldatal rapporte qu'il fut condamné à mort pour avoir commis des crimes dans des sanctuaires. Il racheta sa tête en composant une drápa sur Saur « Chien du roi » (konungshundr). 
Selon le Landnámabók (S 43 / H 31), sa fille Lofthæna épousa Braggi Boddason, autre scalde au service du roi Eystein.